# Колодзеж
Колодзеж (пол. Kołodzież) — село в Польщі, у гміні Моньки Монецького повіту Підляського воєводства.
Населення — 321 особа (2011).
У 1975-1998 роках село належало до Білостоцького воєводства.

## Демографія
Демографічна структура станом на 31 березня 2011 року:
|          | Загалом | Допрацездатний вік | Працездатний вік | Постпрацездатний вік |
| -------- | ------- | ------------------ | ---------------- | -------------------- |
| Чоловіки | 163     | 33                 | 104              | 26                   |
| Жінки    | 158     | 32                 | 88               | 38                   |
| Разом    | 321     | 65                 | 192              | 64                   |